# Tourieren

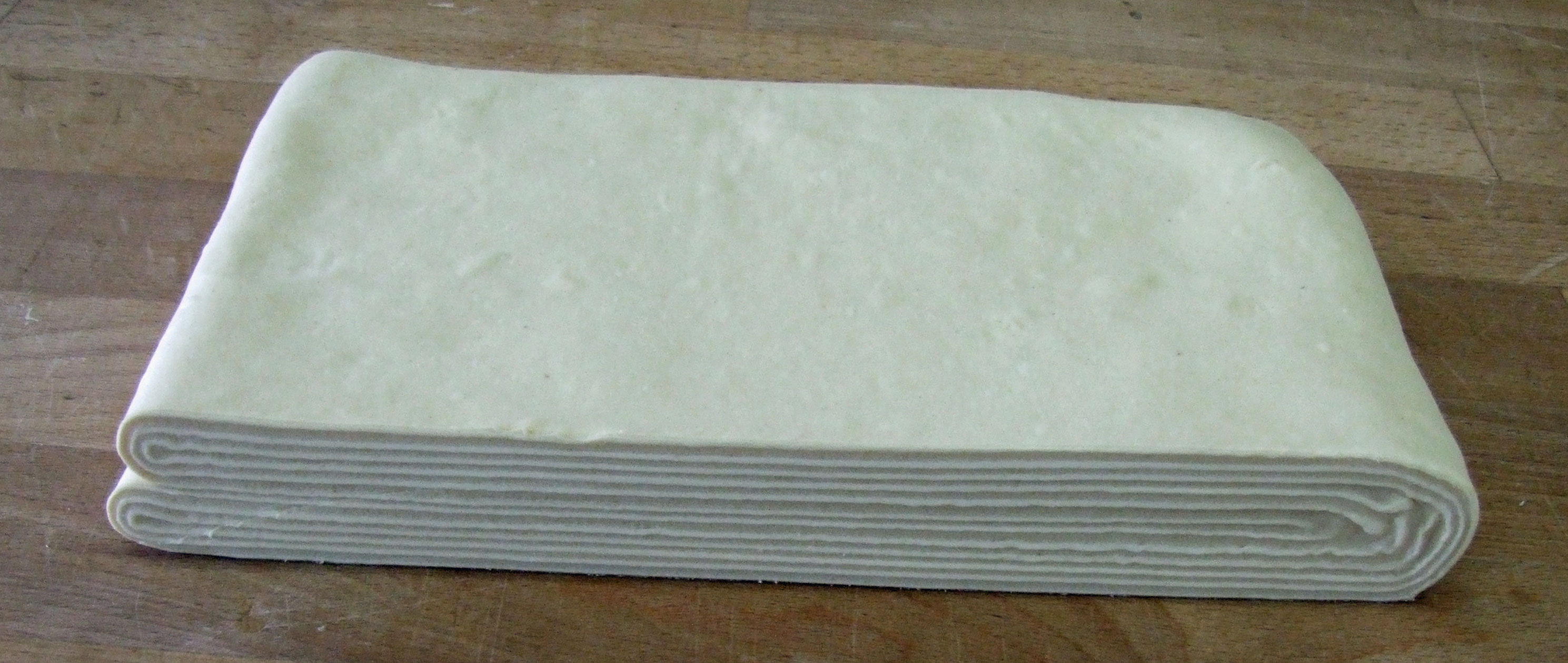
Tourierter Ziehteig im Anschnitt.

Tourieren oder Einziehen ist das schichtweise Einarbeiten von Ziehfett in einen Grundteig. Das Resultat des Vorgangs ist ein Ziehteig.

## Einfache/doppelte Tour
Bäcker und Konditoren sprechen von einfachen und doppelten Touren:
- Bei einer einfachen Tour wird die fertig eingeschlagene Teigplatte zweimal gefaltet, so dass sich drei Lagen mit insgesamt 9 Schichten ergeben (links in der Abb.).
- Bei einer doppelten Tour faltet der Bäcker die Platte in vier Lagen mit insgesamt 12 Schichten (rechts in der Abb.).

Ähnlich der Herstellung von Damaszener Stahl wird dieser Schichtverbund im Folgenden mehrfach gelängt und gefaltet. Die Zugrichtung beim Ausrollen (Walzen) wird dabei jedes Mal um 90° gedreht, so dass der Teig gleichmäßig belastet wird und nicht reißt. 
Ein Blätterteig bekommt in der Regel zwei einfache und zwei doppelte Touren. Am Ende besteht er aus 3 × 3 × 4 × 4 = 144 Fett- und 288 Teigschichten. Die innen liegenden Teigschichten werden paarweise zu einer verbunden (vgl. Abb.) – es bleiben also 145 Teigschichten (143 innenliegende Doppelschichten plus die zwei Außenschichten), eine mehr als Fettschichten.
Die verbreitete Annahme, dass Blätterteig aus über tausend Schichten bestünde, kommt vermutlich von der französischen Bezeichnung mille feuilles (tausend Blätter) für Blätterteig. Die klassische Zubereitung mit sechs einfachen Touren hat allerdings schon 36 = 729 Fett- und damit 730 Teigschichten.
Die Art und die Menge der Touren hängt ab vom Verhältnis Teig zu Fett: Je mehr Fett der Teig enthält, desto mehr Touren können ausgeführt werden.
Beispiel auf 1000 g Teig:
- 200 g Fett = 2 einfache Touren = 9 Fettschichten
- 300 g Fett = 1 einfache + 1 doppelte Tour = 12 Fettschichten
- 900 g Fett = 3 einfache + 1 doppelte Tour = 108 Fettschichten

## Berechnungsformeln
Jede einfache Tour verdreifacht die Anzahl der bisherigen (Fett-)Schichten:
{\displaystyle x_{e}=3^{m}\cdot x_{0}}
mit
- der Anzahl {\displaystyle x_{e}} der Fettschichten nach Ausführung aller einfachen Touren
- der Anzahl {\displaystyle x_{0}} der anfänglichen Fettschichten (normalerweise 1)
- der Anzahl {\displaystyle m} der einfachen Touren,

und jede doppelte Tour vervierfacht die Anzahl der bisherigen (Fett-)Schichten:
{\displaystyle x_{d}=4^{n}\cdot x_{e}}
mit
- der Anzahl {\displaystyle x_{d}} der Fettschichten nach Ausführung aller doppelten Touren
- der Anzahl {\displaystyle n} der doppelten Touren.

## Bildergalerie

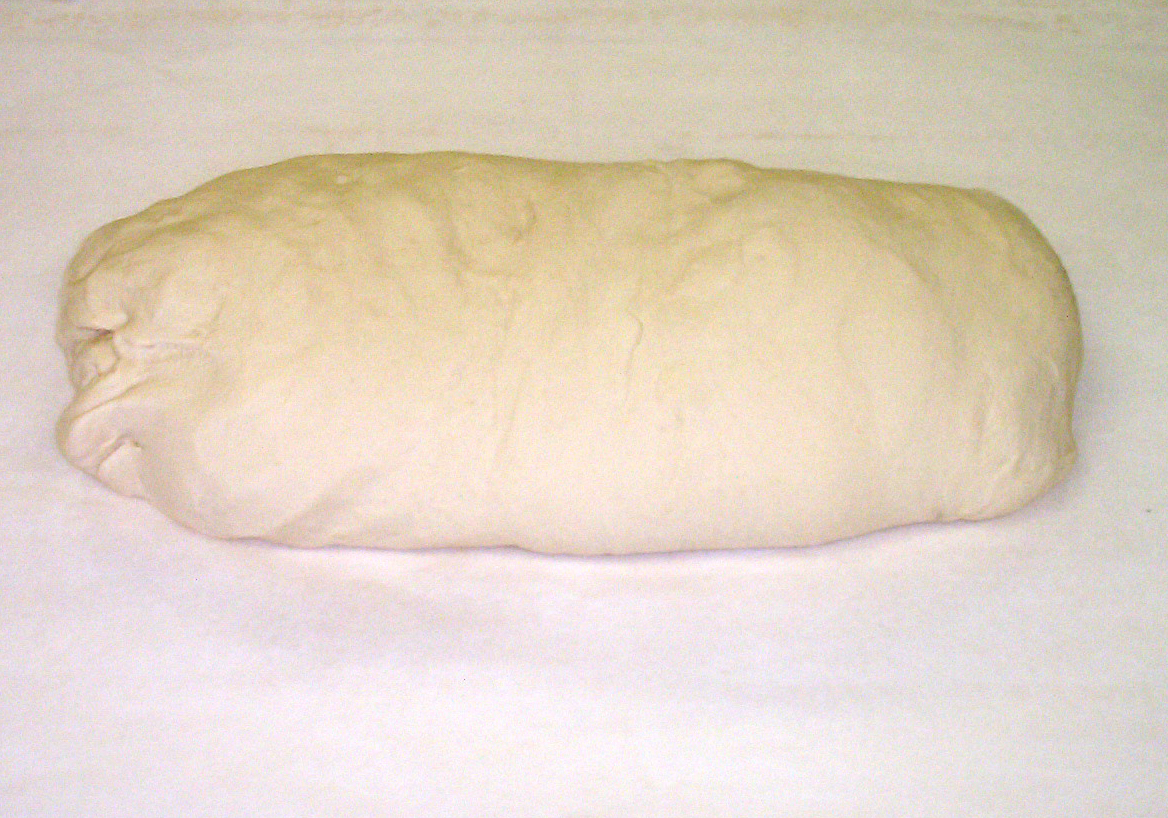
Der noch nicht ausgerollte Grundteig (hier im Beispiel ein Hefeteig)
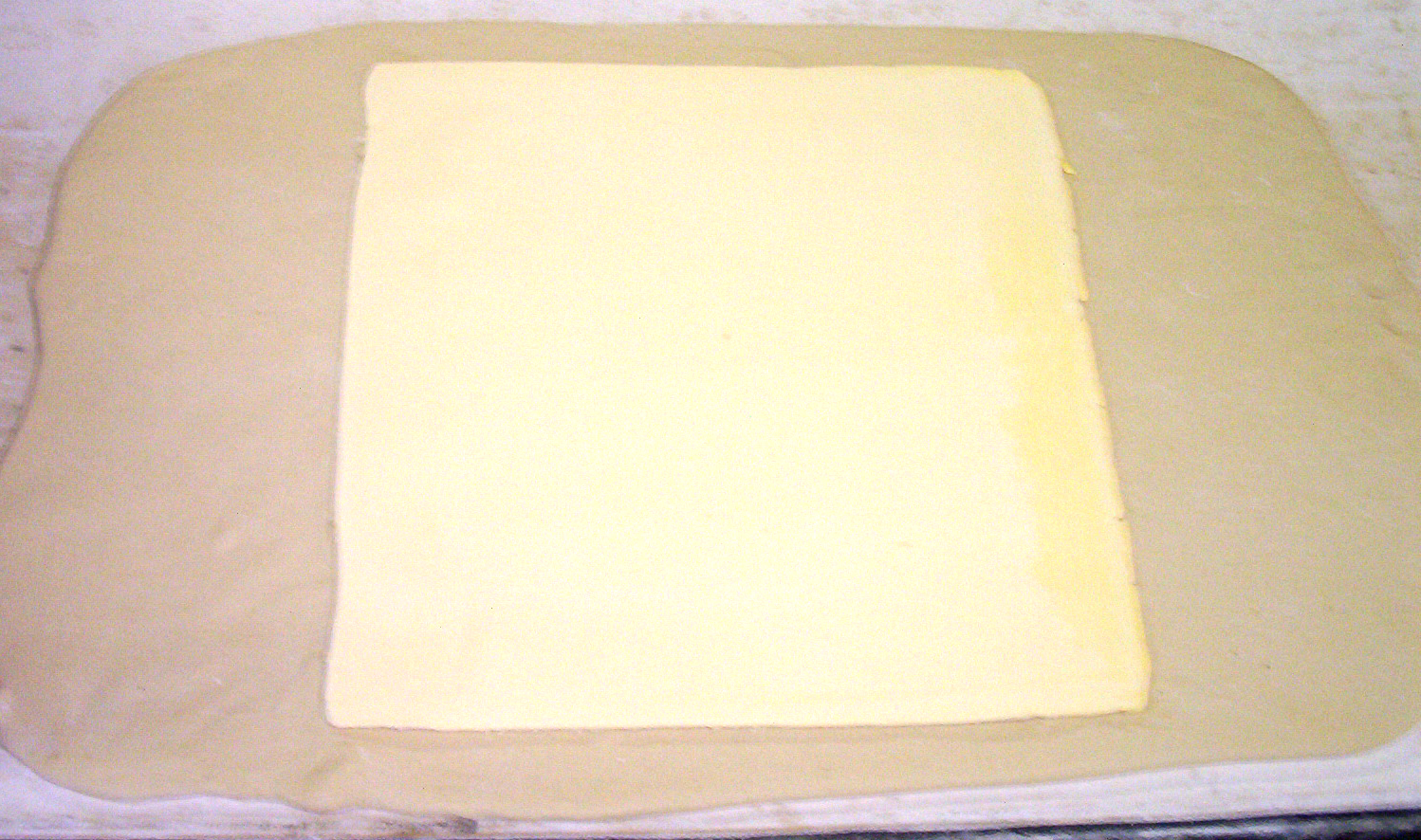
Das Ziehfett wird auf den nun ausgerollten Grundteig gelegt
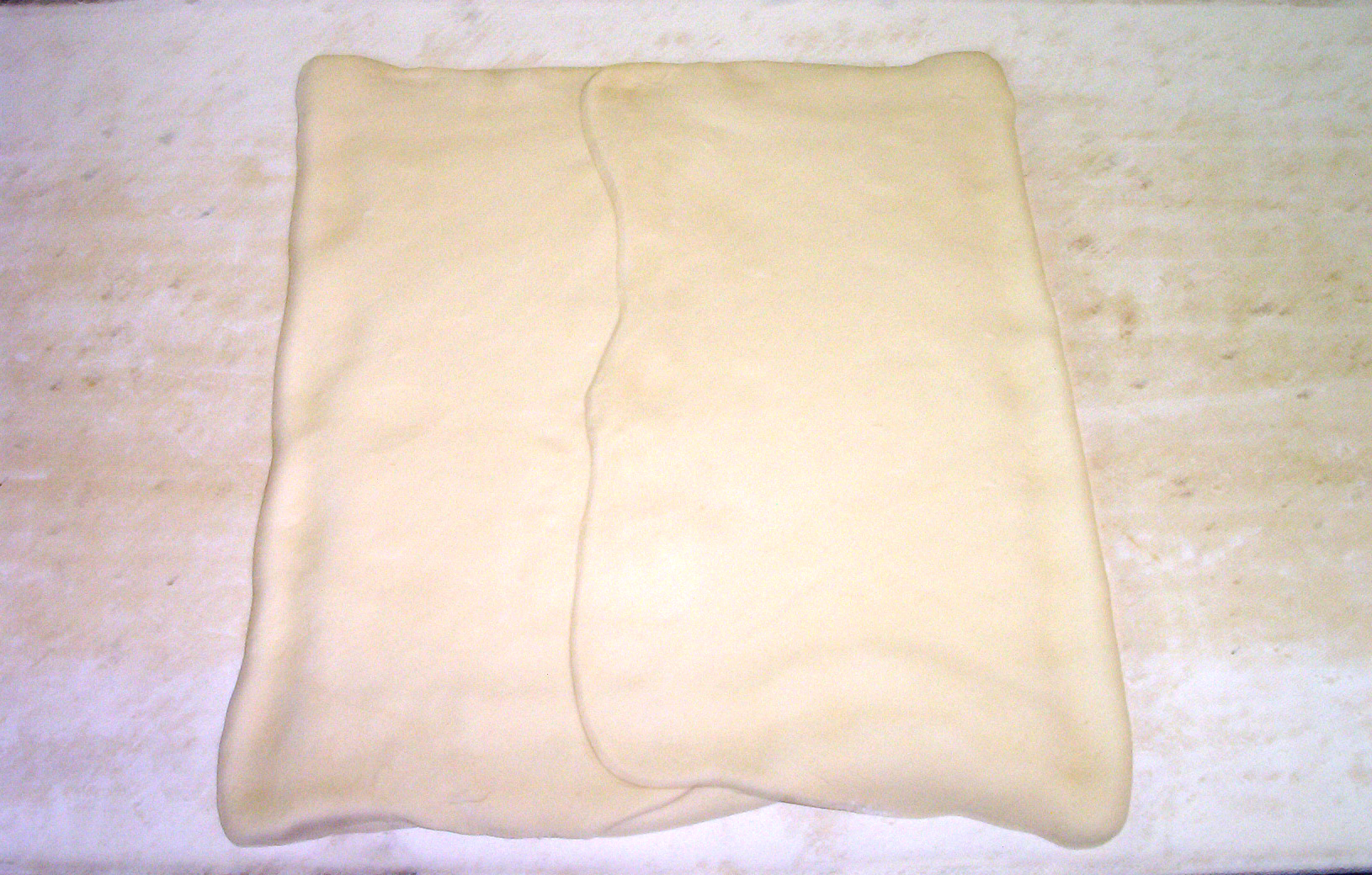
Der äußere Rand des Grundteiges wird um die Ziehfettplatte geschlagen.
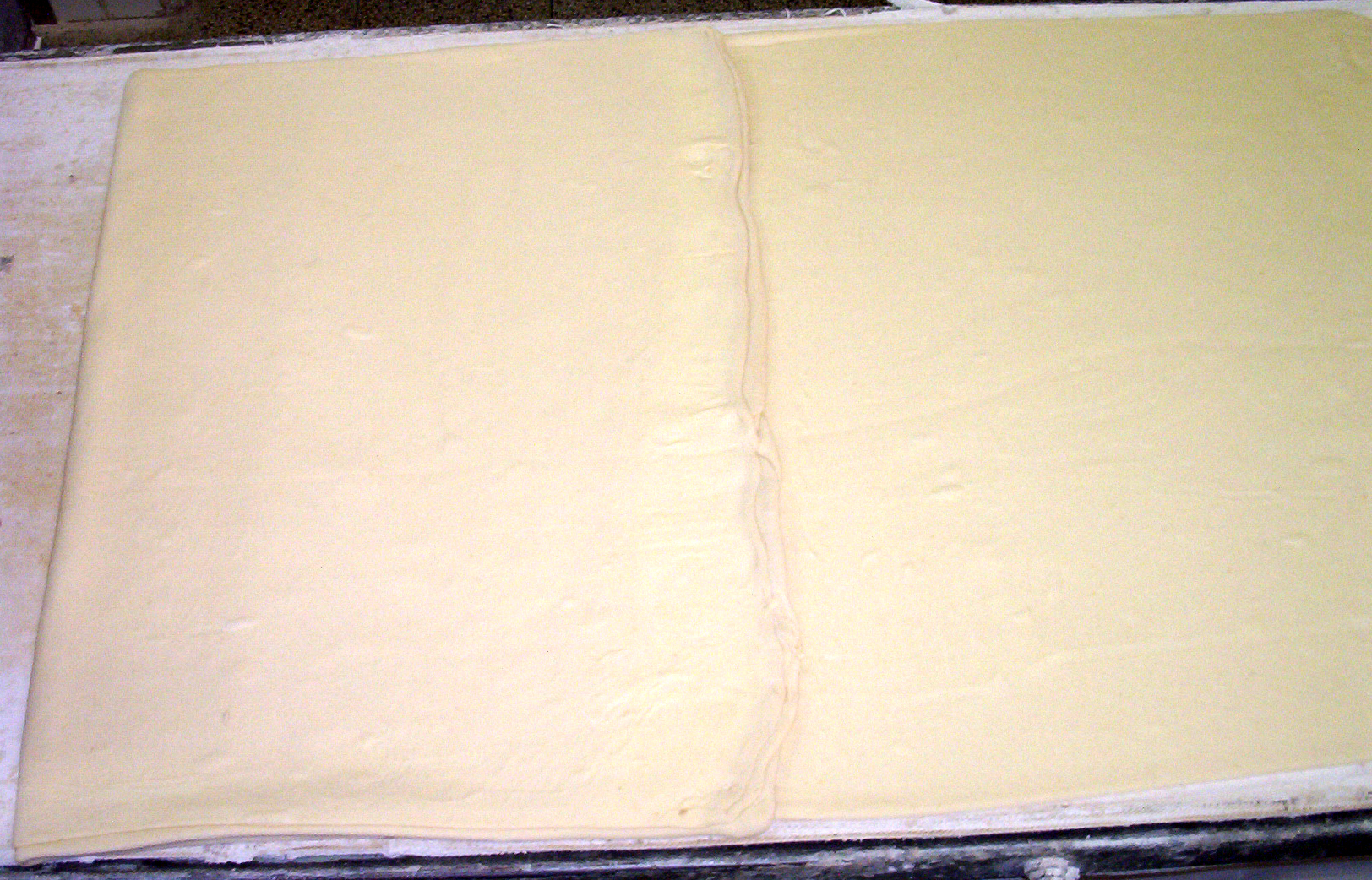
Der nun aus Grundteig und Ziehfett entstehende Ziehteig wird ausgerollt. Er bekommt eine einfache Tour: Der linke Rand des ausgerollten Ziehteigs wird zur Mitte hin gefaltet, der rechte Rand bündig auf den linken Rand gelegt.
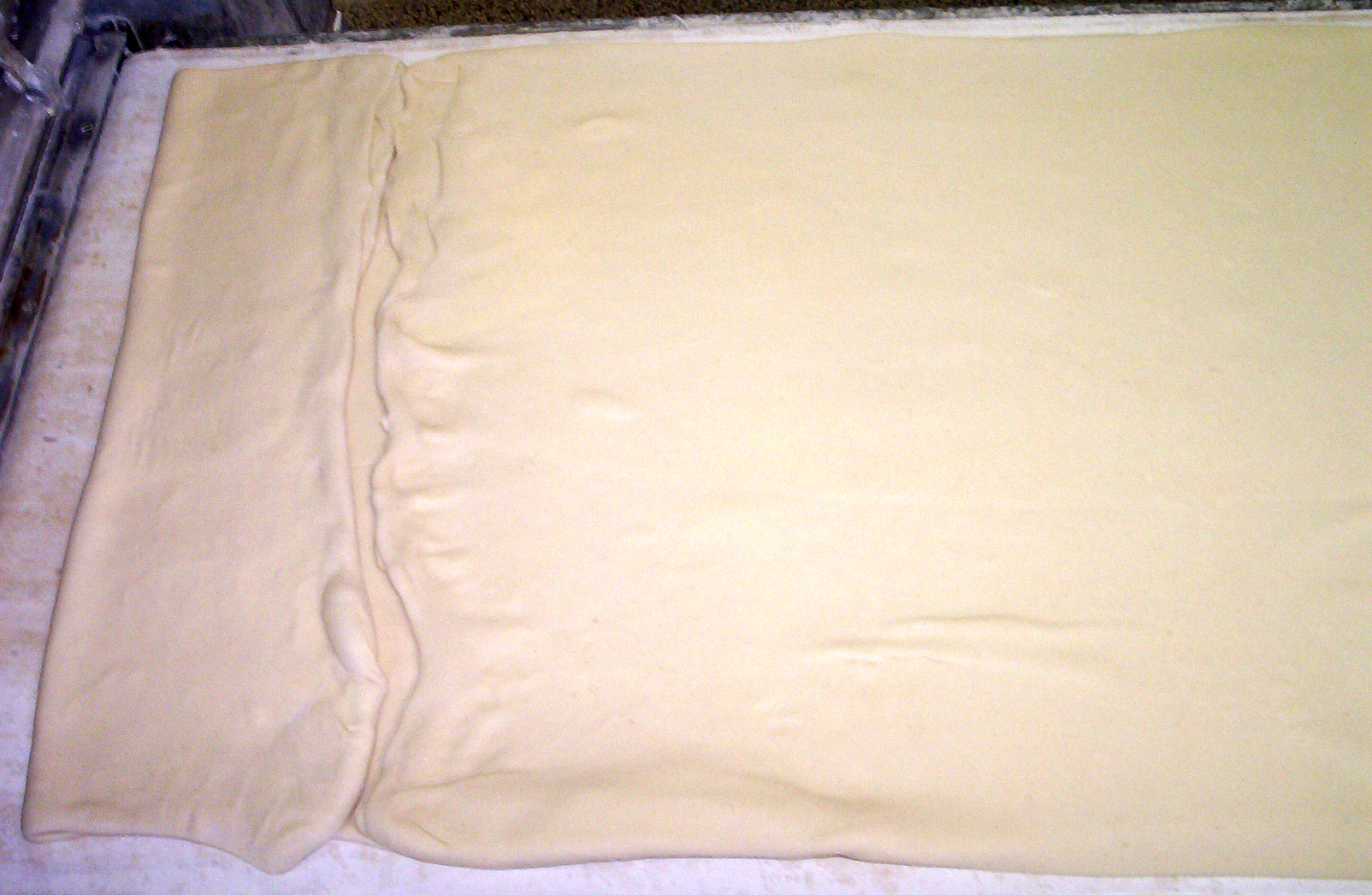
Bei dem auf die gewünschte Größe ausgerollten Ziehteig wird der linke Rand etwas eingeschlagen. Der rechte Rand wird bis zum eingeschlagenen linken Rand eingeschlagen.